# Antoni Albertrandi

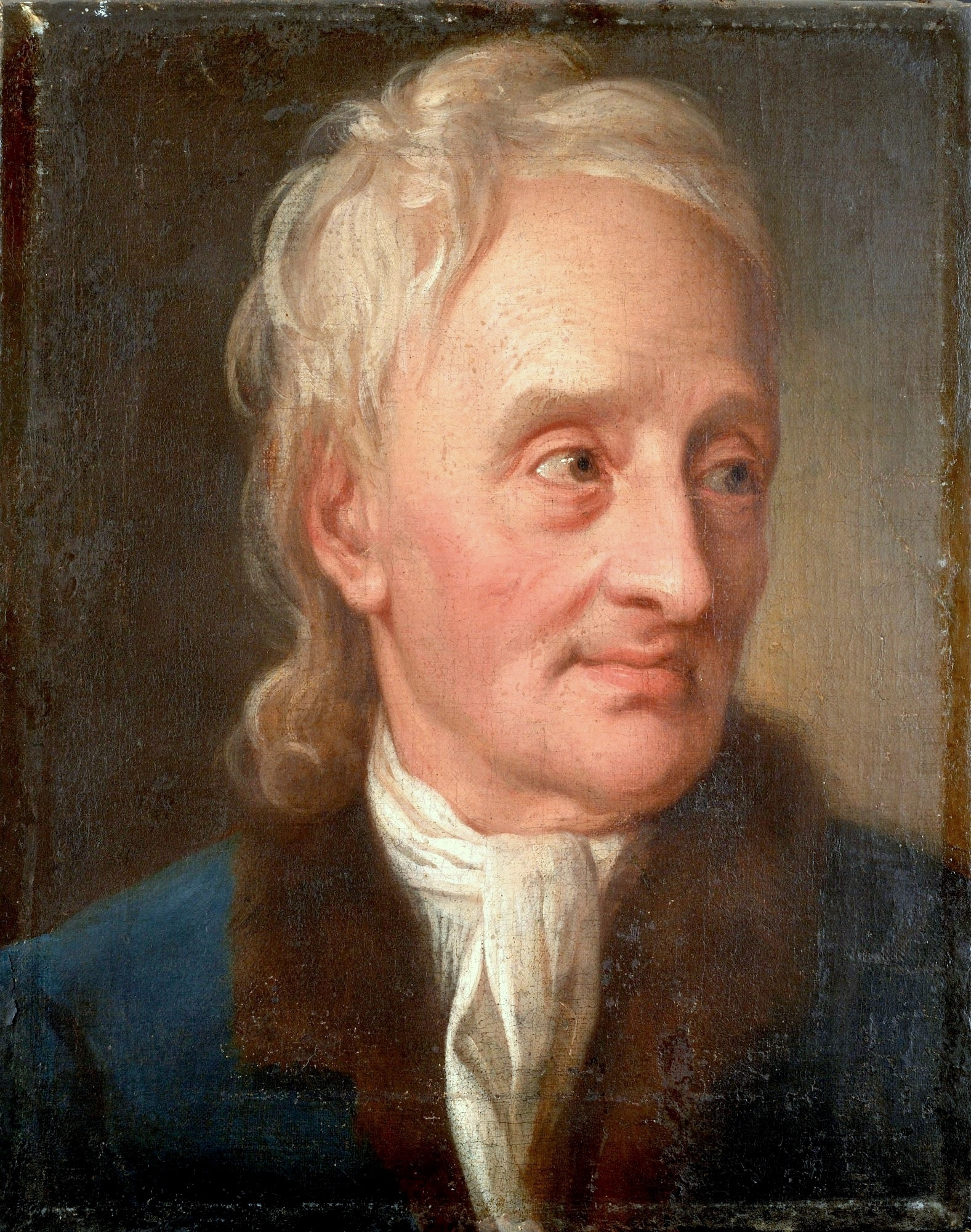
Antoni Albertrandi, porträtiert 1790 von Per Krafft dem Älteren

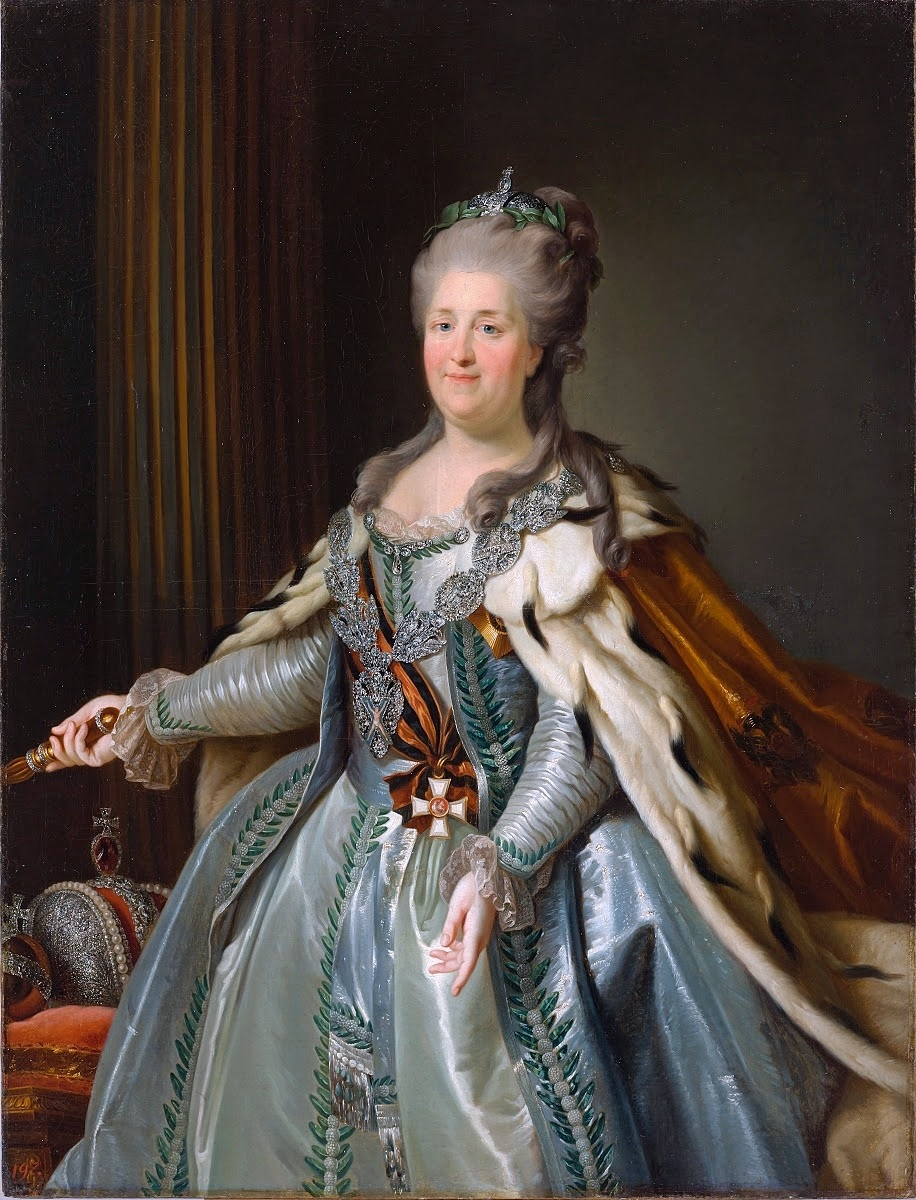
Katharina die Große, Warschauer Königsschloss

Antoni Zygmunt Aleksander Albertrandi (auch Albertrandy; getauft 18. November 1732 in Warschau, Polen-Litauen; † 1795 in Neuenburg bei Schwetz, Königreich Preußen) war ein polnischer Maler, Dichter und Kunsttheoretiker des Klassizismus polnisch-italienischer Abstammung. Er war Hofmaler des polnisch-litauischen Königs Stanislaus II. August Poniatowski.

## Leben
Albertrandi war Sohn des italienischen Malers Francesco und Bruder des Bischofs Jan Chrzciciel Albertrandi. Teodor Laskarys war sein Schwiegersohn. Albertrandi besuchte zunächst das Jesuitenkollegium in Warschau. Danach war er ab ca. 1754 ein Schüler seines Onkels Szymon Czechowicz. Anschließend ging er nach Rom, wo er vermutlich an der Accademia di San Luca studierte.
1758 hielt sich Albertrandi wieder in Warschau auf und ging in der Folgezeit an den Königshof von Stanislaus II. August Poniatowski. Dort malte er insbesondere Porträts und half Marcello Bacciarelli in der Königlichen Malschule in Warschau. 1776 wurde er endgültig zum Hofmaler am Königshof ernannt und erhielt den Adelstitel. Ab 1780 bezog er eine kleine Pension. Nach dem Kościuszko-Aufstand 1794 zog er von Warschau auf die Güter der Czapskis bei Nowe.
Neben Porträts malte Albertrandi religiöse Bilder und mythologische Werke. In seinen Arbeiten ist ein deutlicher Einfluss von Marcello Bacciarelli erkennbar. Es wird angenommen, dass er 1795 verstarb, wobei er nach anderen Quellen noch das Herzogtum Warschau erlebte. Seine Werke haben die Wirren der Kriege des 19. und 20. Jahrhunderts zu einem großen Teil nicht überdauert. 
Erhalten blieb unter anderem ein Porträt von Katharina II., das Albertrandi im Auftrag von Stanisław August schuf. Als Vorlage diente ihm ein von Fjodor Stepanowitsch Rokotow gemaltes Ganzfigurbildnis, das er aufgrund innenarchitektonischer Anforderungen zum Kniestück umgestaltete. 1786 wurde das Gemälde im Kabinett der europäischen Monarchen des Königlichen Schlosses Warschau aufgehängt. Nach dem Novemberaufstand erbeuteten 1832 die Russen das Werk. 1922 gelangte es in Folge des Friedensvertrages von Riga wieder ins Schloss zurück. Im Verlauf des Zweiten Weltkrieges nahmen die Deutschen das Porträt in Besitz. 1946 ging es zurück an Polen und wurde danach im Nationalmuseum Warschau aufbewahrt. Seit 1984 ist es wieder im neu aufgebauten Königlichen Schloss in Warschau ausgestellt.

## Werke (Auswahl)
- Porträt eines Musikers (Niccolò Piccinni?), 1760, Öl auf Leinwand, 93 × 75 cm, Königliches Schloss Warschau[3]
- Porträt Katharinas II., nach Fjodor Stepanowitsch Rokotow, 1782/1783, Öl auf Leinwand, 148,5 × 112,5 cm, Königliches Schloss Warschau[2]
- Selbstporträt (verschollen, zuvor in der Sammlung des Stanisław August)
- Porträt des Bruders Jan Albertrandi, nach Marcello Bacciarelli, Öl auf Leinwand, 72,5 × 57 cm (unsichere Zuschreibung, Nationalmuseum Warschau)[4]
- Altarbild des Hl. Karl Borromäus (bis 1939 in der Heiligkreuzkirche in Warschau)
- Zeichnungen Johannes der Täufer und Predigt Johannes des Täufers (Przezdziecki-Bibliothek Warschau)
- vier Entwürfe für einen Krönungsthron (einer mit E. Schröger, zwei mit Johann Gottlieb Plersch), 1765, Kupferstichkabinett der Universitätsbibliothek Warschau
- Selbstporträt sowie Miniatur-Porträt Graf Lascaris, Gouache auf Elfenbein, Nationalmuseum Warschau
- Vorlage für ein von G. J. Marstaller gestochenes Porträt von Stanisław August
- Bildnis des Königskopfes als Vorlage für die Krönungsmedaille von 1764 in London[1]